# ジム・ロスカトフ
ジム・ロスカトフ (Jim Loscutoff, 1930年2月4日 - 2015年12月1日) はアメリカ合衆国の元バスケットボール選手。カリフォルニア州サンフランシスコ出身。1960年代にNBAファイナル8連覇を達成したボストン・セルティックスの一員。
オレゴン大学卒業後、1955年のNBAドラフト3位でボストン・セルティックスに入団。セルティックスは50年代後半から60年代に掛けて計11回の優勝を果たすが、セルティックスの強さを象徴するのはビル・ラッセルを中心に据えた強力なディフェンス力にあった。ロスカトフは成績こそ目を引くものはないが（キャリア平均は6.2得点5.6リバウンド、キャリアハイは2年目の1956-57シーズンに記録した10.6得点10.4リバウンド）、彼もまた名ディフェンダーとしてボストンディフェンスの中核を担い、11回のうち7回の優勝に大きく貢献している。そのプレースタイルはパワフルで荒々しく、ニューヨーク・ニックス所属のケニー・シアーズの顎を砕いたこともあった。
引退後、セルティックスは彼の背番号『18』を永久欠番にしようとしたが、ロスカトフは将来もこの背番号が引き継がれることを希望し、これを辞退した。18番はその後1970年代に再び黄金期を迎えるセルティックスの中心選手であるデイブ・コーウェンスの名で永久欠番に指定された。なお、現在セルティックスのホームアリーナには、ロスカトフの功績を讃えて彼の愛称であった"Loscy"を綴ったフラッグが掲げられている。